# Жаркын (Северо-Казахстанская область)
Жаркын (каз. Жарқын) — упразднённое село в Акжарском районе Северо-Казахстанской области Казахстана. Ликвидировано в 2013 году. Входило в состав Уялинского сельского округа. Код КАТО — 593449400.

## География
Расположено около озера Улькен-Карой.

## Население
В 1999 году население села составляло 78 человек (42 мужчины и 36 женщин). По данным переписи 2009 года в селе проживало 13 человек (5 мужчин и 8 женщин).